# Liste der Biografien/Buk
Liste der Biografien |
Portal Biografien |
Personensuche
# |
A |
B |
C |
D |
E |
F |
G |
H |
I |
J |
K |
L |
M |
N |
O |
P |
Q |
R |
S |
T |
U |
V |
W |
X |
Y |
Z |
?
 
Ba |
Be |
Bd |
Bg |
Bh |
Bi |
Bj |
Bl |
Bm |
Bn |
Bo |
Br |
Bs |
Bu |
Bw |
By |
Bz
 
Bua |
Bub |
Buc |
Bud |
Bue |
Buf |
Bug |
Buh |
Bui |
Buj |
Buk |
Bul |
Bum |
Bun |
Buo |
Buq |
Bur |
Bus |
But–Buz
Die Liste der Biografien führt alle Personen auf, die in der deutschsprachigen Wikipedia einen Artikel haben. Dieses ist eine Teilliste mit 127 Einträgen von Personen, deren Namen mit den Buchstaben „Buk“ beginnt.

## Buk
- Buk, Henryk (* 1953), deutsch-polnischer Eishockeyspieler
- Buk, Jacob (1825–1895), deutsch-sorbischer römisch-katholischer Geistlicher und Autor
- Buk, Tadeusz (1960–2010), polnischer Generalmajor
- Buk, Villem (1879–1941), estnischer Schriftsteller
- Buk-Swienty, Tom (* 1966), dänischer Historiker, Journalist und Schriftsteller

### Buka
- Bukač, Luděk (1935–2019), tschechoslowakischer Eishockeyspieler und -trainer
- Bukacki, Richard (1946–2024), niederländischer Radrennfahrer
- Bukalski, Krzysztof (* 1970), polnischer Fußballspieler
- Bukari, Osman (* 1998), ghanaischer Fußballspieler
- Bukarts, Rihards (* 1995), lettischer Eishockeyspieler
- Bukarts, Roberts (* 1990), lettischer Eishockeyspieler
- Bukasa, Kasongo (* 1979), kongolesischer Fußballspieler
- Bukass, Kārlis (1903–1975), lettischer Skilangläufer
- Bukatko, Gabrijel (1913–1981), jugoslawischer Bischof von Križevci
- Bukau, Bernd (* 1954), deutscher Biologe und Hochschullehrer
- Bukauskas, Valentinas (* 1962), litauischer Politiker (Seimas)
- Bukawschin, Iwan Alexandrowitsch (1995–2016), russischer Schachgroßmeister

### Buke
- Bukele, Momolu Duwalu, Erfinder der Vai-Schrift
- Bukele, Nayib (* 1981), salvadorianischer Politiker der Nuevas IdeasNayib Bukele (* 1981)

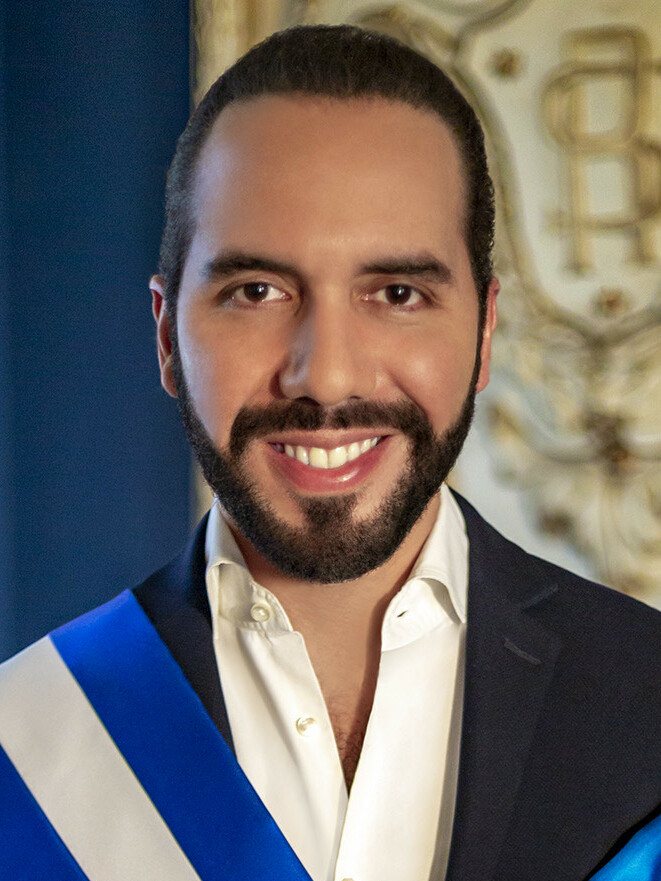
Nayib Bukele (* 1981)

- Bukem, LTJ (* 1967), britischer DJ, Musiker und Musikproduzent
- Büker, Bernward (* 1961), deutscher Musiker
- Büker, Christa (* 1960), deutsche Pflegewissenschaftlerin
- Büker, Dieter (* 1939), deutscher Ingenieur und Historiker
- Büker, Heinz (* 1941), deutscher Kanute
- Büker, Michael (* 1987), deutscher Physiker und Wissenschaftsjournalist
- Buker, Ray (1899–1992), US-amerikanischer Mittelstreckenläufer
- Buket, Jewhen (* 1981), ukrainischer Ethnograph, Heimatkundler, Journalist und Redakteur
- Buketow, Jewnei (1925–1983), sowjetischer Wissenschaftler

### Bukh
- Bukh, Julie Rydahl (* 1982), dänische Fußballspielerin
- Bukh, Niels (1880–1950), Begründer der dänischen Gymnastik
- Bukhari, Amin al- (* 1997), saudi-arabischer Fußballspieler

### Buki
- Buki, Milton (1909–1988), Überlebender des KZ Auschwitz-Birkenau
- Bukić, Enver (1937–2017), jugoslawischer bzw. slowenischer Schachspieler
- Bukić, Luka (* 1994), kroatischer Wasserballspieler
- Bukić, Perica (* 1966), jugoslawischer Wasserballspieler
- Bukiet, Bernhard (1919–1995), deutscher und amerikanischer Tischtennisspieler
- Bukiet, Melvin Jules (* 1953), US-amerikanischer Schriftsteller und Literaturkritiker
- Bukiewicz, Bożenna (* 1952), polnische Politikerin, Mitglied des Sejm
- Bukija, Nikita Maximowitsch (* 1994), russisch-georgischer Eishockeyspieler
- Bukin, Andrei Anatoljewitsch (* 1957), russischer Eiskunstläufer
- Bukin, Grigori Sergejewitsch (* 1992), russischer Naturbahnrodler
- Bukin, Iwan Andrejewitsch (* 1993), russischer EiskunstläuferIwan Andrejewitsch Bukin (* 1993)

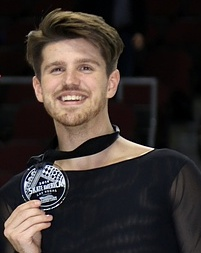
Iwan Andrejewitsch Bukin (* 1993)

- Bukina, Jekaterina Borissowna (* 1987), russische Ringerin
- Bukinac, Stefan (* 2005), serbischer Fußballspieler
- Bukinik, Michail Jewsejewitsch (1872–1947), Cellist, Komponist, Pädagoge und Musikkritiker
- Bukis, Anna (* 1953), polnische Leichtathletin
- Bukit, Reycredo (* 2004), indonesischer Fußballspieler

### Bukk
- Bukkehave, Elisabeth (* 1954), dänische Maskenbildnerin

### Bukm
- Bukmakowski, Paul (* 1872), deutscher Politiker (KPD)
- Bukman, Piet (1934–2022), niederländischer Politiker (ARP, CDA), Minister, Vorsitzender der Zweiten Kammer
- Bukmir, Marin, kroatischer Textautor, Komponist und Sänger

### Buko
- Bukofzer, Manfred (1910–1955), deutsch-amerikanischer Musikwissenschaftler und Humanist
- Bukofzer, Werner (1903–1985), deutsch-israelischer Schauspieler und Schriftsteller
- Bukold, Steffen (* 1961), deutscher Politologe mit den Schwerpunkten Öl, Gas, Wärme und Energiepreise
- Bukor, Ingeborg (1926–1986), deutsche Bildhauerin
- Bukoshi, Bujar (1947–2025), kosovarischer Politiker, Premierminister des Kosovo (1991–2000)Bujar Bukoshi (1947–2025)

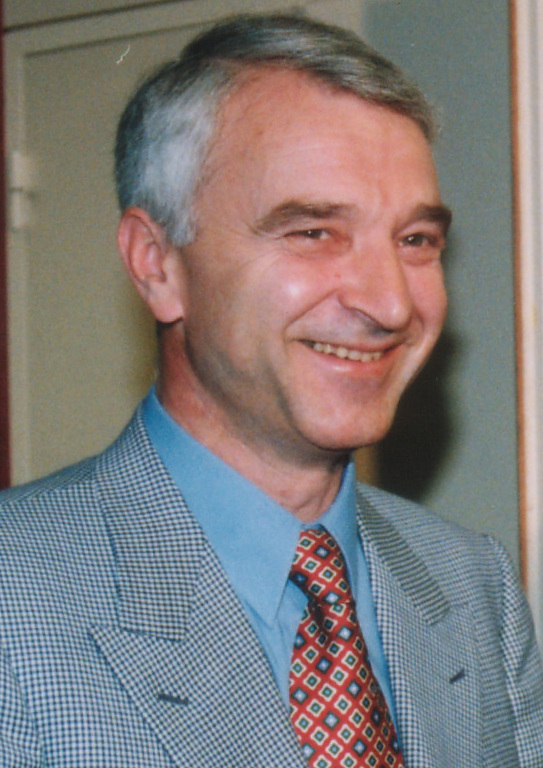
Bujar Bukoshi (1947–2025)

- Bükössy, Iosif (1936–2006), rumänischer Fußballspieler und -trainer
- Bukovac, Dušan (* 1957), jugoslawischer Fußballspieler und Spielerberater
- Bukovac, Slađana (* 1971), kroatische Journalistin und Autorin
- Bukovac, Vlaho (1855–1922), kroatischer Maler, Vertreter des kroatischen Jugendstils
- Bukovec, Brigita (* 1970), slowenische Hürdenläuferin
- Bukovec, Sophie (* 1995), kanadische Beachvolleyballspielerin
- Bukovec, Stephanie (* 1995), kanadisch-kroatische Fußballspielerin
- Bukovi, Márton (1904–1985), ungarischer Fußballspieler und -trainer
- Bukovics, Brigitte (1924–2020), österreichische Mathematikerin
- Bukovics, Camilla von (1869–1935), österreichische Theaterschauspielerin
- Bukovics, Christine von (1867–1937), österreichische Theaterschauspielerin
- Bukovics, Erich (1921–1975), österreichischer Mathematiker und Hochschullehrer
- Bukovics, Karl von (1835–1888), österreichischer Theaterschauspieler, Komiker, Sänger (Tenor/Bariton), Theaterintendant und -leiter
- Bukovics, Margarete von (1892–1970), österreichische Theaterschauspielerin
- Bukovics, Toni von (1882–1970), österreichische Theater- und Filmschauspielerin
- Bukoviku, Pavllo (* 1939), albanischer Fußballspieler
- Bukovskis, Ļevs (1910–1984), lettisch-sowjetischer Bildhauer
- Bukovsky, John (1924–2010), US-amerikanischer Ordensgeistlicher, Vatikandiplomat und Erzbischof
- Bukovszky, Anna (* 2002), ungarische Handballspielerin
- Bukový, William (1932–1968), slowakisch-tschechischer Komponist
- Bukow, Heinrich († 1473), deutscher katholischer Theologe
- Bukow, Heinrich, deutscher Rechtsgelehrter
- Bukow, Juri (1923–2006), bulgarischer Pianist
- Bukowa-Kowalska, Maria Gąsienica (1936–2020), polnische Skilangläuferin
- Bukowiecka, Natalia (* 1998), polnische Leichtathletin
- Bukowiecki, Konrad (* 1997), polnischer Kugelstoßer
- Bukowska, Maria (* 1991), polnische Biathletin
- Bukowski von Stolzenburg, Gejza (1858–1937), österreichischer Geologe
- Bukowski, Alois (1873–1941), polnischer Jesuit und Theologe
- Bukowski, Andreas (* 1979), deutscher Kommunalpolitiker (CSU)
- Bukowski, Bobby (* 1953), US-amerikanischer Kameramann
- Bukowski, Boris (* 1946), österreichischer Musiker
- Bukowski, Charles (1920–1994), deutschamerikanischer Dichter und SchriftstellerCharles Bukowski (1920–1994)

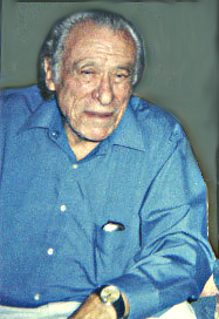
Charles Bukowski (1920–1994)

- Bukowski, Dietrich (1932–2011), österreichischer Diplomat
- Bukowski, Dominik (* 1977), polnischer Jazzmusiker (Vibraphon, Komposition)
- Bukowski, Erik (* 1986), deutscher Wasserballspieler
- Bukowski, Helene (* 1993), deutsche Schriftstellerin
- Bukowski, Jakub (* 2000), polnischer Eishockeyspieler
- Bukowski, Lucio (* 1983), französischer Autor, Rapper, Beatmusiker, Komponist und Dichter
- Bukowski, Oliver (* 1961), deutscher Dramatiker und Hörspielautor
- Bukowski, Paul (1898–1944), deutscher Widerstandskämpfer
- Bukowski, Peter (* 1950), deutscher reformierter Theologe
- Bukowski, Piotr (* 1963), deutscher Wasserballspieler
- Bukowski, Pit (* 1988), deutscher Schauspieler
- Bukowski, Stanisław (1923–2002), polnischer Skilangläufer
- Bukowski, Tadeusz (1909–1980), polnischer Fotograf und Kriegsberichterstatter
- Bukowski, Wladimir Konstantinowitsch (1942–2019), sowjetischer Dissident und russischer Publizist
- Bukowsky, Michael (* 1944), österreichischer Jurist und Schauspieler

### Bukr
- Bukrán, Gábor (* 1975), ungarischer Fußballspieler
- Bukrejew, Anatoli Nikolajewitsch (1958–1997), russisch-kasachischer Extrembergsteiger und BergführerAnatoli Nikolajewitsch Bukrejew (1958–1997)

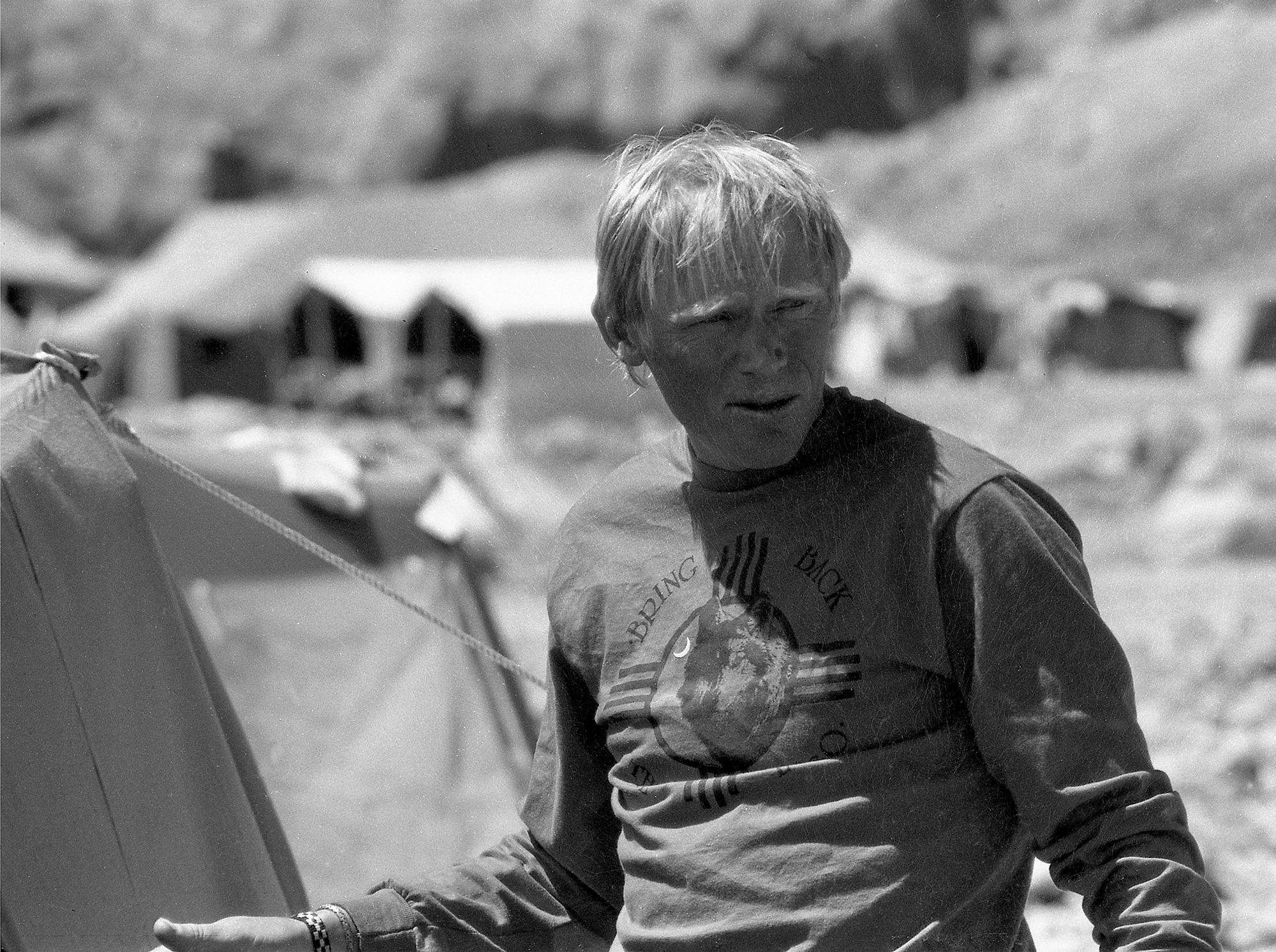
Anatoli Nikolajewitsch Bukrejew (1958–1997)

- Bukrejew, Borys (1859–1962), ukrainischer Mathematiker
- Bükrü, Gülcay (* 1982), türkische Fußballspielerin

### Buks
- Buksa, Adam (* 1996), polnischer Fußballspieler
- Buksa, Aleksander (* 2003), polnischer Fußballspieler
- Buksa, Natalija (* 1996), ukrainische Schachspielerin
- Bukša, Sindija (* 1997), lettische Sprinterin
- Bukšaitis, Ričardas, litauischer Fußballspieler
- Bukse, Jēkabs (1879–1942), lettischer Radrennfahrer
- Bukspan, Jakow Markowitsch (1887–1939), russischer Ökonom, und Hochschullehrer
- Bukstein, Ania (* 1982), israelische SchauspielerinAnia Bukstein (* 1982)

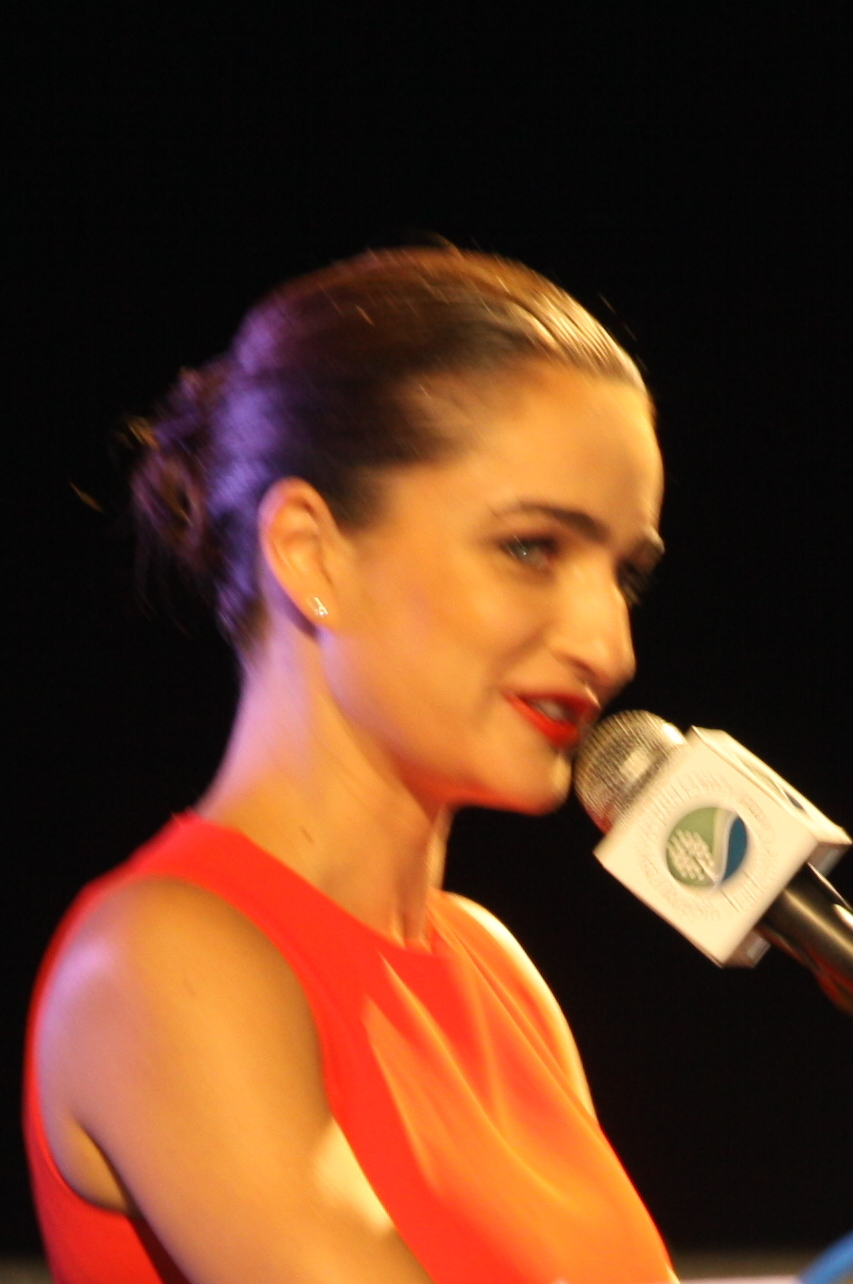
Ania Bukstein (* 1982)

### Bukt
- Bukta, Ágnes (* 1993), ungarische Tennisspielerin
- Bukta, Csaba (* 2001), ungarischer Fußballspieler
- Buktu, Tim (1958–2011), deutscher Musiker, Musikproduzent und Fotograf

### Buku
- Bukuru, Katana Gégé (* 1963), kongolesische Frauenrechtsaktivistin
- Bukusu, Kevin (* 2001), deutscher Fußballspieler

### Bukv
- Bukva, Haris (* 1988), österreichischer Fußballspieler und -trainer
- Bukvajová, Jaroslava (* 1975), slowakische Skilangläuferin
- Bukvarević, Salko (1967–2020), bosnischer Geowissenschaftler und Politiker (SDA)
- Bukvic, Ante (* 1987), luxemburgischer Fußballspieler
- Bukvić, Marija (* 2001), serbische Hürdenläuferin
- Bukvić, Robert (* 1980), deutscher Unternehmer und Basketballspieler